# Wladimir Petrowitsch Frolow

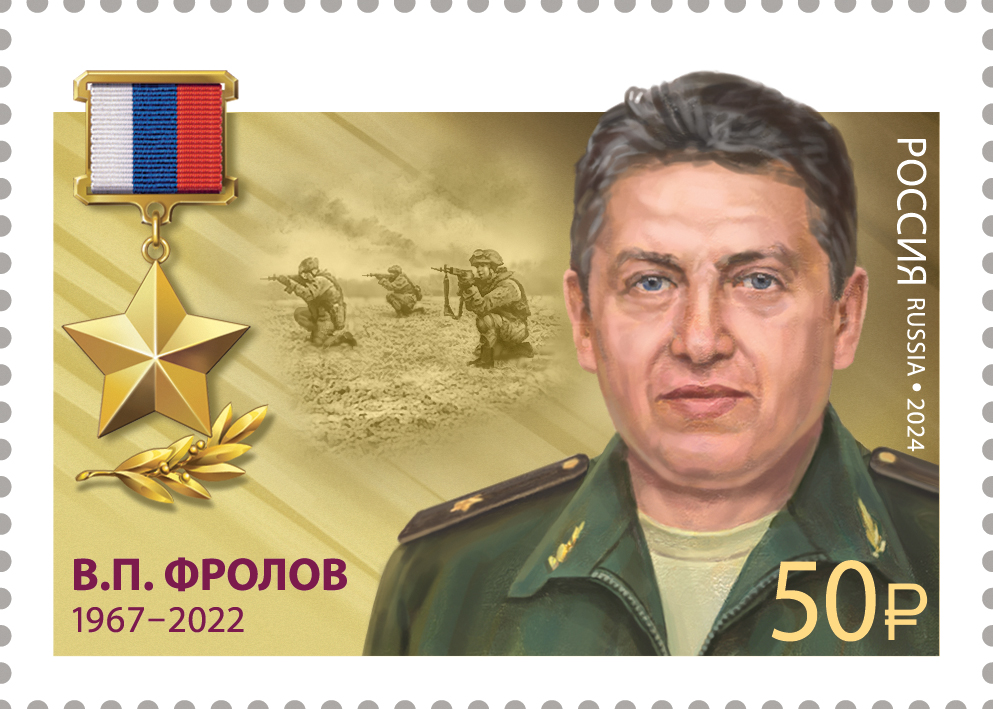
Wladimir Frolow auf einer Briefmarke aus dem Jahr 2024

Wladimir Petrowitsch Frolow (russisch Владимир Петрович Фролов; * 6. Februar 1967 in Leningrad; † März 2022 in Mariupol) war ein russischer Generalmajor und stellvertretender Kommandeur der 8. Armee. Frolow wurde bei der Belagerung von Mariupol im Iljitsch Eisen- und Stahlwerke Mariupol getötet. Er wurde mit militärischen Ehren auf dem Sankt Petersburger Serafimowskoje-Friedhof beigesetzt. Per Dekret des Präsidenten der Russischen Föderation, Wladimir Wladimirowitsch Putin, vom 25. Dezember 2023 wurde ihm posthum der Orden Held der Russischen Föderation verliehen.
Im September 2024 stellte die Russische Föderation in Mariupol eine Büste Frolows auf, der auch den Orden Held der Volksrepublik Donezk erhielt.